# Campaea ilicaria
Campaea ilicaria är en fjärilsart som beskrevs av Charles Joseph de Villers 1789. Campaea ilicaria ingår i släktet Campaea och familjen mätare. Inga underarter finns listade i Catalogue of Life.